# Albuquerque
Albuquerque (IPA: [ˈælbəkɜːrki] kiejtéseⓘ, rövidítve ABQ, navajo nyelven Beeʼeldííl Dahsinil [pèːʔèltíːl tɑ̀xsɪ̀nɪ̀l], keres nyelven Arawageeki, jemezül Vakêêke) Új-Mexikó állam legnagyobb és egyben legnépesebb városa, valamint Bernalillo megye székhelye is. A 2007. július 1-jén tartott népszámlálás alapján a lakosság száma 518 271 főre tehető, míg az elővárosokkal együtt 835 120 főre. A felmérés során az is kiderült, hogy a város az USA 34. legnagyobb, valamint a 6. leggyorsabban fejlődő városa. A magas fejlettségi szintet a kereskedelmi tevékenység drasztikus növekedésének köszönheti a város.

## Neve
Albuquerque névadója Francisco Fernández de la Cueva y de la Cueva, Alburquerque 10. hercege, Új-Spanyolország 1702–1711 közötti alkirálya. A herceg neve a spanyol–portugál határ mentén, Spanyolország Badajoz tartományában fekvő Alburquerque városára utal.

## Földrajz
A város területe 469,6 km² (181,3 négyzetmérföld), amely 0,6%-át (1,6 km²) víz borítja. A város vonzáskörzete 260 km² (100 négyzetmérföld).
Albuquerque-t északról a Chihuahua-sivatag határolja, mely nagy szerepet játszik a város klímájának alakulásában. A Sandia-hegység a város keleti részén található. A Rio Grande folyó észak-déli irányban szeli át, a sivatagból lép a város területére.
Albuquerque az Amerikai Egyesült Államok legmagasabban fekvő városai közé tartozik; az átlagmagasság 1490 m (4900 láb), a Sandia- és a Gleenwood-dombság megközelítőleg 1950 m (6700 láb), míg a repülőtér 1631 m (5352 láb) magasan fekszik.

### Éghajlat
Albuquerque időjárása napos, derűs, a csapadék igen ritka. Az év 365 napjából 300-on zavartalanul süt a nap.
Télen a nappalok hőmérséklete 4 és 10 °C (40–50 °F), az éjszakáké -7 és -1 °C (20–30 °F) közé esik. Az éjszakák igen gyakran felhősek. Hótakaró inkább az alacsony nyomású területeken jellemző (a város legnagyobb része ilyen), ahol általában 1-2 hétig is megmarad. Hózápor következtében az átlagos leesett hómennyiség 25–66 cm között van. A közelben lévő Sandia-hegységet télen állandó hótakaró borítja, lehetőséget adva a síelés és a snowboard szerelmeseinek a sportolásra, illetve a kikapcsolódásra.
A tavasz kezdete hideg és szeles. Márciusra és áprilisra a közepesen erős (32–48 km/h) szél jellemző. Májusban a hőmérsékleti értékek már kezdik megközelíteni a nyáron szokásosat.
Nyáron napközben a hőmérséklet megközelíti a 26–32 °C-ot (80–90 °F), de éjszaka szinte soha nem megy 12–15 °C (55–60 °F) alá. A Rio Grande völgyében, valamint a magasabban fekvő területeken pár fokkal hidegebb van, mint a város nagy részén. A forróságot tetézi a környékre jellemző igen alacsony csapadékmennyiség is. Késő nyáron (augusztus vége felé) már jön az enyhülés: a hőmérséklet nem sokat ugyan, de visszaesik, és az eső is egyre gyakrabban ered el. Augusztus az év legcsapadékosabb hónapja, ilyenkor az átlagos csapadékmennyiség 43,9 mm, ami az éves csapadékmennyiség majdnem ötöde.
Az ősz hideg és esős, bár nem ritka, hogy a nappali középhőmérséklet 10–20 °C között van.
| Hónap                         | Jan.  | Feb.  | Már.  | Ápr.  | Máj. | Jún. | Júl. | Aug. | Szep. | Okt. | Nov.  | Dec.  | Év    |
| ----------------------------- | ----- | ----- | ----- | ----- | ---- | ---- | ---- | ---- | ----- | ---- | ----- | ----- | ----- |
| Rekord max. hőmérséklet (°C)  | 21,0  | 26,0  | 32,0  | 32,0  | 37,0 | 42,0 | 41,0 | 38,0 | 38,0  | 33,0 | 25,0  | 22,0  | 42,0  |
| Átlagos max. hőmérséklet (°C) | 9,0   | 13,0  | 17,0  | 22,0  | 27,0 | 32,0 | 33,0 | 32,0 | 28,0  | 22,0 | 14,0  | 9,0   | 21,5  |
| Átlagos min. hőmérséklet (°C) | −4,0  | −2,0  | 1,0   | 5,0   | 10,0 | 15,0 | 18,0 | 17,0 | 13,0  | 7,0  | 0,0   | 4,0   | 7,1   |
| Rekord min. hőmérséklet (°C)  | −27,0 | −21,0 | −14,0 | −11,0 | −2,0 | 3,0  | 7,0  | 7,0  | −1,0  | −6,0 | −22,0 | −22,0 | −27,0 |
| Átl. csapadékmennyiség (mm)   | 12    | 11    | 16    | 13    | 15   | 17   | 32   | 44   | 27    | 25   | 16    | 12    | 240   |

## Közigazgatás és politika

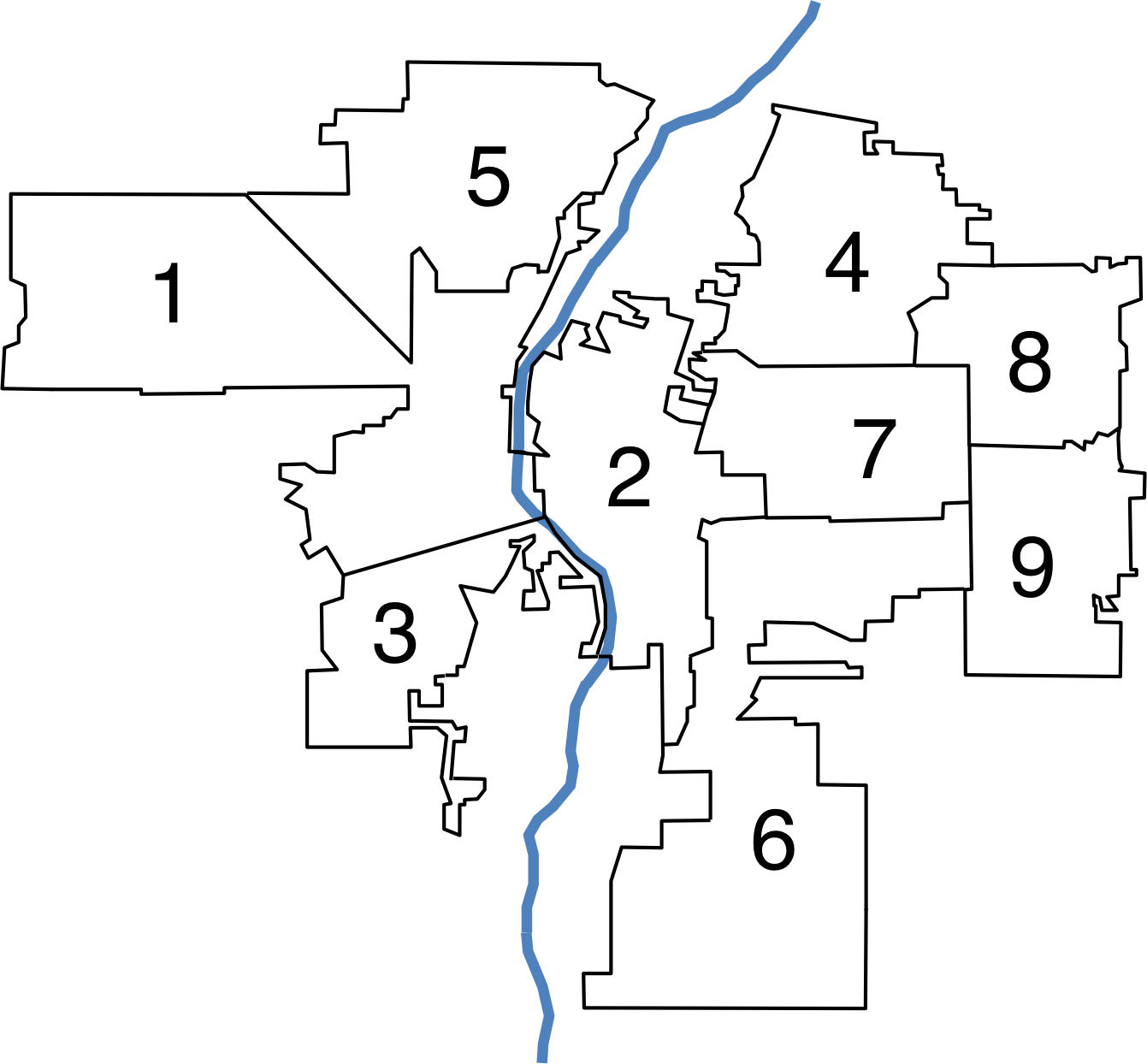
Albuquerque kerületei

Albuquerque négy fő városrészre oszlik: északkeleti, északnyugati, délkeleti és délnyugati részekre. A városrészek határai az Interstate-autópályák (, ). Közigazgatásilag 9 kerülete van.
Albuquerque városának vezetőjét 4 évente, városi tanácsát 9 évente választják meg. A polgármesternek vétójoga van a városi tanácsban; vagyis, ha a városi tanács hozott döntését a polgármester megvétózza, akkor azt a tanácsnak újra kell tárgyalnia.
A város polgármesterei:
- Főpolgármester: Martin J. Chavez (demokrata)
- 1. kerület: Kenith Sanchez (demokrata)
- 2. kerület: Debbie O'Malley (demokrata)
- 3. kerület: Isaac Benton (demokrata)
- 4. kerület: Bradley Winter (republikánus)
- 5. kerület: Michael J. Cadigan (demokrata)
- 6. kerület: Rey Garduno (demokrata)
- 7. kerület: Sally Mayer (republikánus)
- 8. kerület: Trudy Jones (republikánus)
- 9. kerület: Don Harris (republikánus)

## Népesség
A 2000-es népszámlálás szerint a lakossága 448 607 fő, a háztartások száma 183 236, míg a családok száma 112 690 volt a városban. A népsűrűség 958,9 fő/km2 volt. 198 465 ház volt található, összesen 424,2 négyzetkilométeres területen. A lakosság megoszlása: 71,59% fehérbőrű, 3,09% feketebőrű vagy afroamerikai, 3,89% őslakos, 2,24% ázsiai, 0,10% indián, 14,78% egyéb besorolású és 4,31% kettő- vagy több besorolású (multiraciális). A teljes lakosság 39,92%-a volt spanyolajkú.
A 183 236 háztartás 30,2%-ban volt 18 év alatti gyermek, 43,6%-ban volt (együtt élő) házaspár, 12,9%-ban volt egyedülálló (szingli) lakos és 38,5%-ban voltak nem házas emberek. 8,4%-ban 65 éves vagy idősebb ember lakott egyedül.
A város lakosságának 24,5%-a 18 év alatti, 10,6%-a 18–24 év közötti, 30,9%-a 25–44 év közötti, 21,9%-a 45–64 év közötti és 12%-a 65 éves vagy idősebb. Az átlagéletkor 35 év. A férfi–nő arány 94,4:100, ami a 18 éven aluliaknál 91,8:100.
A háztartások átlagos bevétele 38 272 $ - 46 979 $ volt. Az átlagkeresetek aránya a férfiaknál 34 208 $, a nőknél 26 397 $.
2007. július 1-jén a lakosság száma 518 271 főre növekedett.
| Lakosok száma | 3785 | 6238 | 11 020 | 384 915 | 448 607 | 494 236 | 504 949 | 558 000 | 559 277 | 564 559 |
|               | 1890 | 1900 | 1910   | 1990    | 2000    | 2005    | 2006    | 2014    | 2016    | 2020    |

## Közlekedés

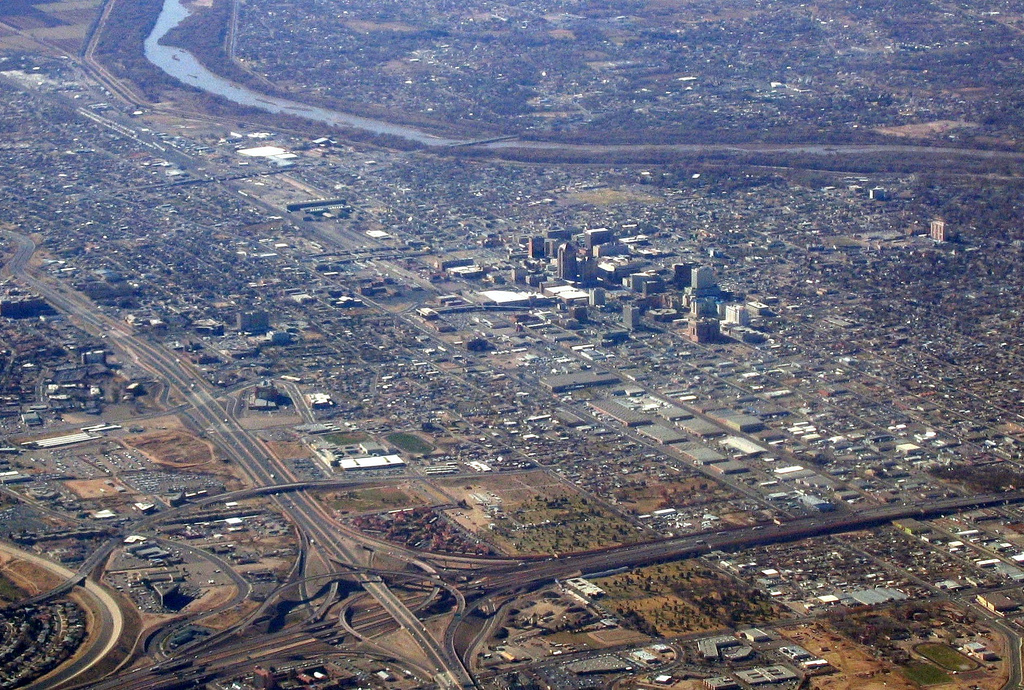
Az I-25-ös és az I-40-es kereszteződése, háttérben a Rio Grande folyóval

### Közút
A városban találkoznak az I-25-ös és az I-40-es Interstate-autópályák. A kereszteződésük neve: Big I, melyet 1966-ban adták át és 2002-ben renoválták. Ez a város legforgalmasabb pontja. A város valamennyi lámpás kereszteződése kamerával van ellátva, amely lefényképezi azon autók rendszámát, melyek áthajtanak a lámpa vörös jelzésénél.

### Tömegközlekedés
A város tömegközlekedéséért az ABQ RIDE felelős, ami lassú- és gyorsbuszokat üzemeltet.

### Vasút
A város vasúti közlekedését a BNSF látja el regionális járatokkal, de az Amtrak Chicago–Los Angeles között közlekedő gyorsvonata is megáll a városban.

### Repülés
A város fő repülőtere az Albuquerque-i nemzetközi repülőtér, ami 5 kilométerre található a várostól délkeleti irányban.
Double Eagle II Airport a város második repülőtere, amely kereskedelmi gépek kivételével mindenféle (magán, katonai, stb.) repülőgépnek otthont ad.

## Kultúra

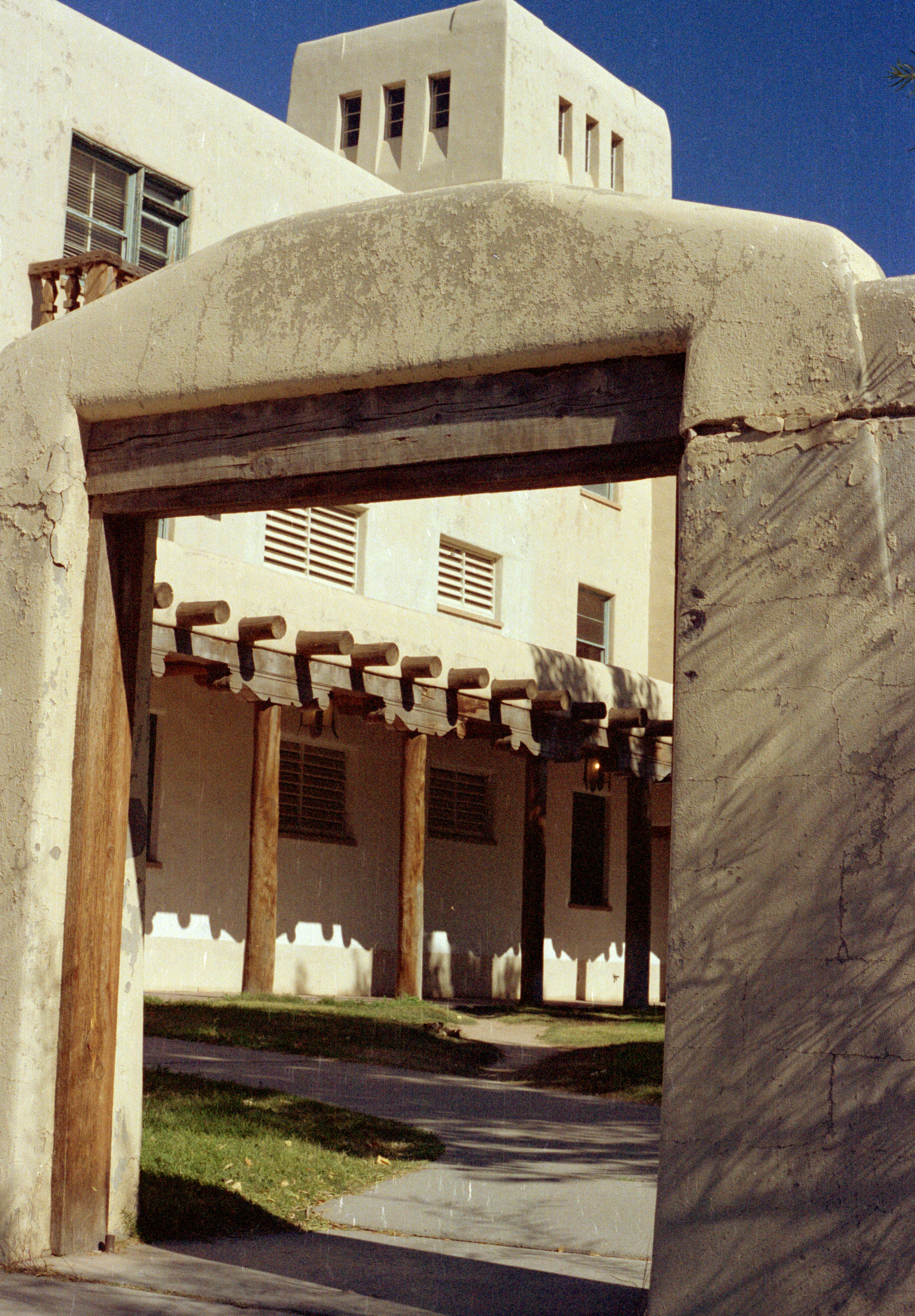
Új-Mexikói Egyetem

### Oktatás
Az oktatási intézmények nagy része államosított, része az Albuquerque-i Állami Iskola programnak. A program 1981-ben indult, azóta 80 általános, 26 középiskola és 12 gimnázium csatlakozott a programhoz. A csatlakozott iskolák között van az Albuquerque High School is, mely a város önkormányzati fenntartású iskolája. A legtöbb diákot számláló iskola a West Mesa High School, ahová 2600 diák jár (az iskolában megközelítőleg 104 osztály található, a tanárok száma pedig messze meghaladja a 100 főt).
Itt található az Új-Mexikói Egyetem (University of New Mexico, UNM).

### Média
Albuquerque napilapja az Albuquerque Journey, de emellett rengeteg rádió- és televízió társaság sugároz a városban és a vonzáskörzetekben.

### Sport
A városban 6 nagy sportcentrum üzemel, ahol mindenki kedvére űzheti kedvenc sportját: baseball, kosárlabda, futball, teremfoci, női futball. Befogadóképességük összesen 97 750 fő (amely a város lakosságának 18,8%-a).

### Tömegkulturális utalások
- A High School Musical mindhárom része Albuquerque-ben játszódik, ahol a fiatalok az East High-ba járnak (fikciós iskola). A valóságban azonban egyik részt sem forgatták a városban.
- A Breaking Bad – Totál szívás és a Better Call Saul című sorozatok ebben a városban játszódtak, és itt is forgatták.
- Több krimisorozatban (Gyilkos számok, Castle) is említést tesznek róla, hogy odajárnak továbbképzésre.

## Nevezetességek

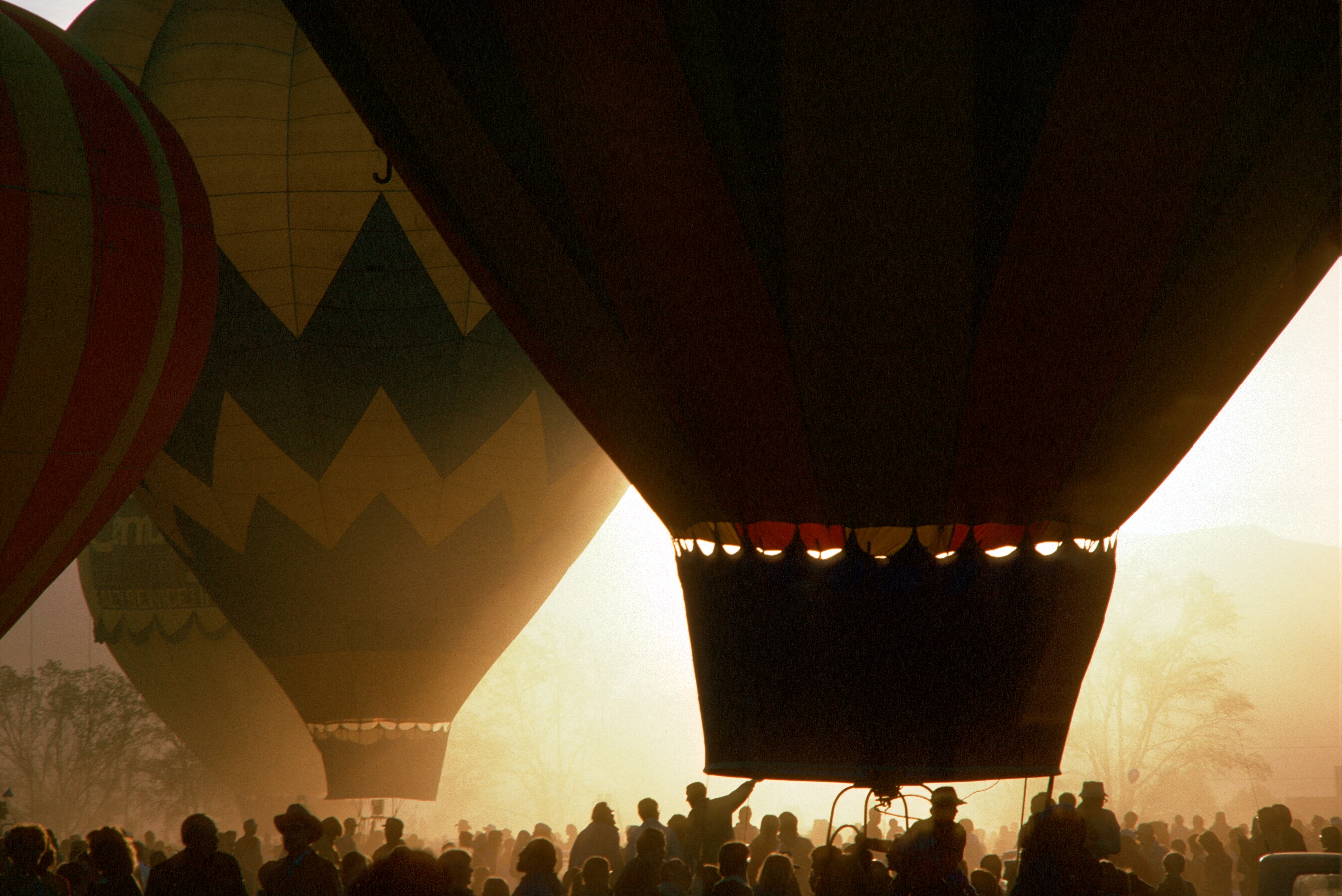
Az Albuquerque International Balloon Fiesta hőlégballonjai

Albuquerque ad otthont a Kirtland Légibázisnak, valamint a Sandia Nemzeti Laboratóriumnak, illetve a Petroglyph Nemzeti Emlékműnek is.
A város bővelkedik múzeumokban, bevásárlóközpontokban és látványosságokban egyaránt.
Minden évben szeptember 17-én rendezik meg a városban az Expo New Mexiko-t, amely hasonlít a Budapesti Nemzetközi Vásárra.
A város a világ legnagyobb hőlégballon-gyűjtőhelye. A városban működik az Albuquerquei Nemzetközi Ballon Bizottság (Albuquerque International Ballon Fiesta). 2000 óta több, mint 700 ballon van a társaság tulajdonában.
Az óvárosi részben számtalan üzlet és étterem található, de akár egy szellemkereső túrára is el lehet menni a Délnyugati Szellemvadász Társaságnak köszönhetően.
A Sandia-hegység lábánál található az USA leghosszabb drótkötélpályás felvonója: a Sandia Peak Tramway útvonalának hossza 4467 m , melynek során az érdeklődők eljuthatnak a városközpontból a Sandia-hegység csúcsára, ahol síelni lehet; az egyik érdekessége az, hogy a Sandia-hegység csúcspontja csupán 3255 méteren van.

### Építészet
| Albuquerque 10 legmagasabb épülete                                             | Albuquerque 10 legmagasabb épülete | Albuquerque 10 legmagasabb épülete |
| Név (angol/magyar)                                                             | Magasság (láb/méter)               | Emelet                             |
| ------------------------------------------------------------------------------ | ---------------------------------- | ---------------------------------- |
| Bank of Albuquerque Tower Albuquerque Bank (toronyház)                         | 351 107                            | 22                                 |
| Hyett Regancy Albuquerque Albuquerque Plaza                                    | 256 78                             | 21                                 |
| Compass Bank Building Compass Bank (toronyház)                                 | 238 73                             | 18                                 |
| Albuquerque Petroleum Building Albuquerque Petroleum (irodaház)                | 235 72                             | 15                                 |
| Bank of West Tower Nyugat Bank (toronyház)                                     | 213 65                             | 17                                 |
| Gold Building Új-Mexikó Bank (toronyház)                                       | 203 62                             | 14                                 |
| Dennis Chavez Federal Building Új-mexikói szenátor irodaháza                   | 197 60                             | 13                                 |
| PNM Building PNM irodaház                                                      | 184 56                             | 12                                 |
| Simms Building Simms irodaház (A város első nemzetközi stílusú felhőkarcolója) | 180 55                             | 13                                 |
| Pete V. Domenici U.S. Courthouse Pete V. Domenici Bíróság                      | 176 54                             | 7                                  |

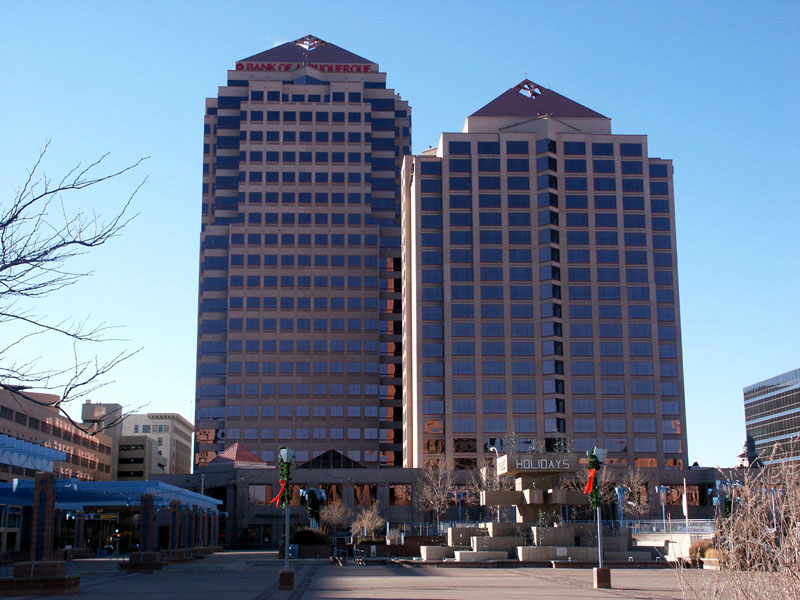
Albuquerque Plaza

John Gaw Meen építette 1933-ban az állami egyetem épületét (többek között).
Albuquerque toronyházai éjszakánként ki vannak világítva, de közülük a legtöbb villódzó fényáradatban úsztatja a várost. A Wells Fargo toronyház zöld, a Compass Bank kék, a Bank of Albuquerque valamint a Bank of West vörös-sárga fényben világítanak.

## Híres szülöttei
- Johnny Tapia bokszoló
- Neil Patrick Harris színész
- Demi Lovato énekesnő

## Testvérvárosok
- Alburquerque, Spanyolország
- Asgabat, Türkmenisztán
- Chihuahua, Mexikó
- Gijón, Spanyolország
- Guadalajara, Mexikó
- Helmstedt, Németország
- Hualien, Kína
- Lancsou, Kína
- Szaszebo, Japán, Nagaszaki prefektúra

## Fordítás
Ez a szócikk részben vagy egészben  az   Albuquerque, New Mexico című angol Wikipédia-szócikk fordításán alapul.  Az eredeti cikk szerkesztőit annak laptörténete sorolja fel. Ez a jelzés csupán a megfogalmazás eredetét és a szerzői jogokat jelzi, nem szolgál a cikkben szereplő információk forrásmegjelöléseként.